# Хьюз, Мэтт
Мэтью Аллен Хьюз (англ. Matthew Allen Hughes; род. 13 октября 1973, Хилсборо) — американский боец смешанных единоборств, двукратный чемпион UFC в полусреднем весе, член Зала Славы UFC а также член зала славы NJCAA.
Его считают одним из величайших бойцов в истории ММА.
Во время своих выступлений в Ultimate Fighting Championship Хьюз одержал две серии из шести побед, победив всех возможных соперников в полусреднем весе. В мае 2010 года Хьюз стал восьмым членом Зала славы UFC.

## Титулы и достижения

### Ultimate Fighting Championship
- Зал славы UFC (Pioneer Wing (2010) and (Fight Wing (2015) vs. Frank Trigg at UFC 52

- - Чемпион UFC в полусреднем весе (дважды)
    - Пять успешных защит титула (первое правление)
    - Две успешные защиты титула (Второе правление)
    - Семь успешных защит титула (всего)
    - Наибольшее количество побед в титульных боях в истории полусреднего дивизиона UFC (8)
    - Второе по количеству защит титула в истории полусреднего дивизиона UFC (7)
    - Второе место по количеству титульных боев в истории полусреднего дивизиона UFC (12)
    - Шестое место по количеству побед в титульных боях в истории UFC (9)
    - Второе место по количеству побед в боях за титул UFC (8)
    - Второе место по количеству нокаутов в титульных боях в истории UFC (5)
    - Наибольшее количество нокаутов в титульных боях в истории полусреднего веса UFC (5)
    - Наибольшее количество сабмишенов в титульных боях в истории полусреднего дивизиона UFC (3)

  - «Лучший бой вечера» (дважды) против Би Джей Пенна (2) и Мэтта Серры
  - «Лучший приём вечера» (один раз) против Рикардо Алмейды

### UFC Encyclopedia Awards
- - «Лучший бой вечера» (дважды) против Шона Шерка и Фрэнка Тригга (1)
  - «Лучший нокаут вечера» (один раз) против Карлоса Ньютона
  - «Лучший приём вечера» (четыре раза) против Фрэнка Тригга (x2), Жоржа Сен-Пьера (1) и Джо Риггса
  - Третье место по количеству побед в истории полусреднего дивизиона UFC (11)
  - Седьмой по количеству боев в истории полусреднего дивизиона UFC (22)
  - Пятое место по количеству побед в истории полусреднего дивизиона UFC (15)

### UFC.com Awards
- - «Лучший приём года» против Фрэнка Тригга (2) и 2 по рейтингу «Бой года» против Фрэнка Тригга (2) (2005)
  - 7 место в рейтинге «Бой года» против Би Джей Пенна (2) (2006)
  - 3 место в номинации «Лучший приём года» против Рикардо Алмейды (2007)

### Extreme Challenge
- - Финалист турнира Extreme Challenge 21
  - Победитель турнира Extreme Challenge 29

### Black Belt Magazine
- - Боец года NHB 2006
  - Black Belt Magazine Зал славы 166

### Sherdog
- - Зал славы смешанных боевых искусств

### Bleacher Report
- - Лучший боец полусреднего веса 2000-х

### George Tragos/Lou Thesz Professional Wrestling Hall of Fame
- - Премия Джорджа Трагоса (2013)

### Sports Illustrated
- - #3 Боец десятилетия (2000)
  - #4 величайший бой UFC против Фрэнка Тригга 16 апреля 2005
  - Величайший бой UFC №1 против Би Джей Пенна 23 сентября 2006

### About.com
- - бой №5 десятилетия против Би Джей Пенна 23 сентября 2006 г
  - Бой №3 десятилетия против Фрэнка Тригга 16 апреля 2005

### Fight Matrix
- - Боец года (1999) 3 место
  - Боец года (2002)
  - Боец года (2003) 3 место
  - Боец года (2004) 3 место
  - Боец года (2005) 3 место

### MMAFighting
- - Боец года в полусреднем весе (2002)
  - Боец года в полусреднем весе (2003)
  - «Лучший приём года» (2005) против Фрэнка Тригга 16 апреля 2005

### Yahoo! Sports
- - #6 бой десятилетия против Фрэнка Тригга 16 апреля 2005 г

### World MMA Awards
- - Премия за достижения всей жизни 2021 года

### Amateur wrestling
- - NCAA Division I All-American Team (дважды)
  - NCAA Division I 158 фунтов - 8 место из Университета Восточного Иллинойса (1996)
  - NCAA Division I 158 фунтов - 5 место из Университета Восточного Иллинойса (1997)

### National Junior College Athletic Association
- - Зал славы NJCAA
  - Команда NJCAA All-American (дважды)
  - NJCAA Division I 158 фунтов - 5 место из Юго-Западного колледжа Иллинойса (1994)
  - NJCAA Division I 158 фунтов - 3 место после Lincoln College (1995)

### Eastern Illinois University
- - Зал спортивной славы EIU

### Illinois High School Association
- - Чемпион штата по борьбе IHSA класса A в весовой категории до 145 фунтов (1991)
  - Чемпион штата по борьбе IHSA класса A в весовой категории до 145 фунтов (1992)

## Биография
Мэтт родился и вырос в Хилсборо, маленьком городке с населением в 4500 человек, который расположен на юге США, в центральной части штата Иллинойс. Будучи подростками, он и его брат близнец Марк большую часть времени проводили на ферме, играя и усваивая важность кропотливой работы. Мэтт часто вспоминает, как отец брал его «добровольцем», чтобы помочь друзьям на их ферме, и до сих пор помнит принцип, который отец утвердил в доме: «нельзя пользоваться чужим несчастьем». В то время участие Марка и Мэтта в спорте было весьма ограничено. На самом деле их спортивная карьера включала только участие во внутришкольных турнирах по борьбе (Марк побеждал Мэтта), и пару раз в неделю кросс. Мальчишкам Хьюзам осенью и весной нужно было помогать на ферме, и потому они должны были менять свои кроссовки на рабочие сапоги, когда начинался сезон весенней посадки.
Во время учёбы в школе Хилсборо близнецы играли в футбол и боролись. Мэтт и Марк играли на позициях защитника и полузащитника за команду Топперс. В последний год обучения Мэтта он пробежал более 800 ярдов, когда он и его брат Марк получили награду All-Conference. Однако именно на борцовском мате оба молодых человека нашли свое место. Мэтт отобрался за штат как первокурсник (в весе до 135 фунтов) в команду по борьбе, с тех пор на протяжении 4 лет он участвовал в чемпионате штата Иллинойс по борьбе.

## Карьера
В младших и старших классах школы Мэтт оставался непобедимым и выигрывал чемпионаты штата в весе до 145 фунтов один за другим. Он заработал рекорд за последние три года школьных выступлений. За эти три года он одержал 131 победу и лишь 2 раза проиграл, оба поражения он потерпел, учась на втором курсе (второй курс 43-2; третий курс 43-0, последний курс 45-0). Его брат-близнец Марк, в то же время, сам делал себе имя, став вторым борцом штата во время учёбы. Хьюзы также три раза приводили команду Хилсборо по борьбе к четвёртому месту.
Не уверенные, чем заниматься после получения аттестата, оба брата учились в Районом Беллевильском Колледже (ВАС) в течение года. По завершении первого курса в ВАС, борьба была исключена из университетского спорта, и близнецы продолжили свою борцовскую карьеру в Колледже Линкольна. Несмотря на смену мест, результат был одинаков, Мэтт получил статус борца лиги All-American в юниорской лиге, выступая, как за колледж Беллевиля, так и за колледж Линкольна. Мэтт занял 5 место в весе до 158 фунтов, как новичок, и третье место в той же весовой категории годом позже, а его брат Марк также удостоился чести стать борцом All-аmerican, заняв 5 место в весе до 149 фунтов.
После второго курса Мэтт принял предложение поступить в Университет Восточного Илинойса (EIU) в Чарльстоне, штат Иллинойс. Адаптация Мэтта к уровню спортсменов I Дивизиона не заняла много времени, когда он получил статус Аll-american, заняв 8 место, на первом году обучения в EIU. После этого он занял 5 место в чемпионате NCAA DI, сделав его четыре на четыре. То есть, все четыре года, когда он боролся за колледж, он удостаивался наград All-American.
Когда его студенческие годы закончились, Мэтт стал ассистентом тренера по борьбе в Восточном Университете, а также работал учеником электрика. Это было в 1996 году, когда друг, Крис Дуайер, предложил Мэтту подраться на маленьком шоу в Высшей Школе Мадонны, в районе Чикаголэнд. Мэтт выиграл свой первый бой, заработав 100 долларов. Второй бой Мэтта состоялся через год, когда он принял участие на том же шоу. После второй победы он объединился с менеджером Монте Коксом. Это было время, когда бои получили более широкое распространение, и, проведя шесть боёв в США, Мэтт стал выезжать за рубеж. С этого момента Мэтт выступал в Японии, Кувейте, Абу-Даби и Великобритании, а также от побережья до побережья и на Гавайях, в своей родной стране.
Самую большую возможность проявить себя в восьмиугольнике Мэтт получил на шоу UFC 34, когда он вышел на арену против тогдашнего чемпиона мира Карлоса Ньютона. Хьюз полностью использовал эту возможность, нокаутировав Ньютона, и одержав неожиданную победу; получив в первый раз пояс и титул «Чемпиона UFC в полусреднем весе».
В 2004 году Мэтт лишился, но в тот же год смог вернуть себе вакантный титул UFC победив Жоржа Сен-Пьера, однако, это было время, когда в его жизни произошли наибольшие изменения. После проигрыша Би Джей Пенну, он стал посещать церковь со своей давней подругой и невестой, Одрой Мур. Посещения церкви не были чем-то новым для Мэтта, но это было время, когда они приобрели постоянный характер. Он и его брат выросли, посещая церковь с матерью, но во время посещения школы эти посещения прекратились. Почти в то же самое время Марк и его жена Эмили начали искать церковь для своей семьи. И хотя это было незапланировано, оба брата стали посещать одну и ту же церковь. Вскоре после этого, Марк Хьюз посвятил свою жизнь Иисусу и был крещён. Мэтт женился на Одре 9 июля, и старательно ищет ответы на многие духовные вопросы.
Во время игры в покер на семейной ферме его спросили, не хотел бы он в составе молодёжной группы принять участие в поездке в мексиканский приют под названием Ранчо 3М со вспомогательной миссией. Он и его брат решились на эту поездку тем вечером, хотя Мэтт позже признавался, что решил поехать туда не из-за Бога, а скорее потому, что любит тяжелую работу, он любит помогать людям и проводить время с новыми друзьями из церкви.

## Статистика в смешанных единоборствах
| Боёв 54  | Побед 45 | Поражений 9 |
| -------- | -------- | ----------- |
| Нокаутом | 21       | 5           |
| Сдачей   | 14       | 4           |
| Решением | 10       | 0           |

| Результат | Рекорд | Соперник          | Способ                                                 | Турнир                             | Дата             | Раунд | Время | Место                          | Примечание                                                                 |
| --------- | ------ | ----------------- | ------------------------------------------------------ | ---------------------------------- | ---------------- | ----- | ----- | ------------------------------ | -------------------------------------------------------------------------- |
| Поражение | 45-9   | Джош Косчек       | Нокаут (удары)                                         | UFC 135                            | 24 сентября 2011 | 1     | 4:59  | Денвер, Колорадо, США          |                                                                            |
| Поражение | 45-8   | Би Джей Пенн      | Нокаут (удары)                                         | UFC 123                            | 20 ноября 2010   | 1     | 0:21  | Оберн-Хилс, Мичиган, США       |                                                                            |
| Победа    | 45-7   | Рикарду Алмейда   | Удушающий приём (анаконда)                             | UFC 117                            | 7 августа 2010   | 1     | 3:15  | Окленд, Калифорния, США        | «Лучший приём вечера» (1)                                                  |
| Победа    | 44-7   | Хенцо Грейси      | Технический нокаут (удары)                             | UFC 112                            | 10 апреля 2010   | 3     | 4:40  | Абу-Даби, ОАЭ                  |                                                                            |
| Победа    | 43-7   | Мэтт Серра        | Единогласное решение                                   | UFC 98                             | 23 мая 2009      | 3     | 5:00  | Лас-Вегас, Невада, США         | «Лучший бой вечера» (2)                                                    |
| Поражение | 42-7   | Тиагу Алвис       | Технический нокаут (удар коленом в прыжке и добивание) | UFC 85                             | 7 июня 2008      | 2     | 1:02  | Лондон, Англия                 | Бой в промежуточном весе (174 фунтов). Алвис не сделал вес.                |
| Поражение | 42-6   | Жорж Сен-Пьер     | Болевой приём (рычаг локтя)                            | UFC 79                             | 29 декабря 2007  | 2     | 4:54  | Лас-Вегас, Невада, США         | Бой за титул чемпиона UFC в полусреднем весе.                              |
| Победа    | 42-5   | Крис Лайтл        | Единогласное решение                                   | UFC 68                             | 3 марта 2007     | 3     | 5:00  | Колумбус, Огайо, США           |                                                                            |
| Поражение | 41-5   | Жорж Сен-Пьер     | Технический нокаут (хед-кик и добивание)               | UFC 65                             | 18 ноября 2006   | 2     | 1:25  | Сакраменто, Калифорния, США    | Лишился титула чемпиона UFC в полусреднем весе                             |
| Победа    | 41-4   | Би Джей Пенн      | Технический нокаут (удары)                             | UFC 63                             | 23 сентября 2006 | 3     | 3:53  | Анахайм, Калифорния, США       | Защитил (2) титул чемпиона UFC в полусреднем весе. «Лучший бой вечера» (1) |
| Победа    | 40-4   | Ройс Грейси       | Технический нокаут (удары)                             | UFC 60                             | 27 мая 2006      | 1     | 4:39  | Лос-Анджелес, Калифорния, США  | Бой в промежуточном весе (175 фунтов)                                      |
| Победа    | 39-4   | Джо Риггс         | Болевой приём (кимура)                                 | UFC 56                             | 19 ноября 2005   | 1     | 3:26  | Лас-Вегас, Невада, США         | Не титульный бой. Риггс не сделал вес (172.5 фунтов)                       |
| Победа    | 38-4   | Фрэнк Тригг       | Удушающий приём (удушение сзади)                       | UFC 52                             | 16 апреля 2005   | 1     | 4:05  | Лас-Вегас, Невада, США         | Защитил (1) титул чемпиона UFC в полусреднем весе. «Приём года» (2005)     |
| Победа    | 37-4   | Жорж Сен-Пьер     | Болевой приём (рычаг локтя)                            | UFC 50                             | 22 октября 2004  | 1     | 1:59  | Атлантик-Сити, Нью-Джерси, США | Завоевал вакантный титул чемпиона UFC в полусреднем весе                   |
| Победа    | 36-4   | Ренато Вериссимо  | Единогласное решение                                   | UFC 48                             | 19 июня 2004     | 3     | 5:00  | Лас-Вегас, Невада, США         |                                                                            |
| Поражение | 35-4   | Би Джей Пенн      | Удушающий приём (удушение сзади)                       | UFC 46                             | 31 января 2004   | 1     | 4:39  | Лас-Вегас, Невада, США         | Лишился титула чемпиона UFC в полусреднем весе.                            |
| Победа    | 35-3   | Фрэнк Тригг       | Удушающий приём (удушение сзади)                       | UFC 45                             | 21 ноября 2003   | 1     | 3:54  | Анкасвилл, Коннектикут, США    | Защитил (5) титул чемпиона UFC в полусреднем весе                          |
| Победа    | 34-3   | Шон Шерк          | Единогласное решение                                   | UFC 42                             | 25 апреля 2003   | 5     | 5:00  | Майами, Флорида, США           | Защитил (4) титул чемпиона UFC в полусреднем весе                          |
| Победа    | 33-3   | Гил Кастильо      | Технический нокаут (остановка врачом)                  | UFC 40                             | 22 ноября 2002   | 1     | 5:00  | Лас-Вегас, Невада, США         | Защитил (3) титул чемпиона UFC в полусреднем весе                          |
| Победа    | 32-3   | Карлос Ньютон     | Технический нокаут (удары)                             | UFC 38                             | 13 июля 2002     | 4     | 3:27  | Лондон, Англия                 | Защитил (2) титул чемпиона UFC в полусреднем весе                          |
| Победа    | 31-3   | Хаято Сакураи     | Технический нокаут (удары)                             | UFC 36                             | 22 марта 2002    | 4     | 3:01  | Лас-Вегас, Невада, США         | Защитил (1) титул чемпиона UFC в полусреднем весе                          |
| Победа    | 30-3   | Карлос Ньютон     | Нокаут (слэм)                                          | UFC 34                             | 2 ноября 2001    | 2     | 1:27  | Лас-Вегас, Невада, США         | Завоевал титул чемпиона UFC в полусреднем весе                             |
| Победа    | 29-3   | Стив Гомм         | Технический нокаут (удары)                             | Extreme Challenge 43               | 8 сентября 2001  | 2     | 3:18  | Орем, Юта, США                 |                                                                            |
| Победа    | 28-3   | Хиромицу Канехара | Решение большинства                                    | Rings: 10th Anniversary            | 11 августа 2001  | 3     | 5:00  | Токио, Япония                  |                                                                            |
| Победа    | 27-3   | Четт Лэвендер     | Удушающий приём (ручной треугольник)                   | Extreme Challenge 41               | 13 июля 2001     | 3     | 2:21  | Давенпорт, Айова, США          |                                                                            |
| Победа    | 26-3   | Скотт Джонсон     | Нокаут (удар)                                          | Extreme Challenge 40               | 16 июня 2001     | 1     | 3:24  | Спрингфилд, Иллинойс, США      |                                                                            |
| Победа    | 25-3   | Джон Кронк        | Технический нокаут (сдача от ударов)                   | Gladiators 14                      | 11 мая 2001      | 1     | N/A   | Омаха, Небраска, США           |                                                                            |
| Победа    | 24-3   | Брюс Нельсон      | Удушающий приём (гильотина)                            | Freestyle Combat Challenge 4       | 31 марта 2001    | 1     | 3:01  | Расин, Висконсин, США          |                                                                            |
| Победа    | 23-3   | Бретт Аль-аззави  | Болевой приём (рычаг локтя)                            | Rings USA: Battle of Champions     | 17 марта 2001    | 1     | 3:27  | Каунсил-Блафс, Айова, США      |                                                                            |
| Поражение | 22-3   | Хосе Лэнди-Джонс  | Нокаут (удар коленом в прыжке)                         | Shidokan Jitsu: Warriors War 1     | 8 февраля 2001   | 1     | 4:45  | Эль-Кувейт, Кувейт             | Бой в среднем весе (185 фунтов)                                            |
| Поражение | 22-2   | Деннис Холлман    | Болевой приём (рычаг локтя)                            | UFC 29                             | 16 декабря 2000  | 1     | 0:20  | Токио, Япония                  |                                                                            |
| Победа    | 22-1   | Мэйнард Маркум    | Болевой приём (американа)                              | Rings Australia: Free Fight Battle | 12 октября 2000  | 1     | 6:29  | Брисбен, Австралия             |                                                                            |
| Победа    | 21-1   | Робби Ньюмэн      | Удушающий приём (ручной треугольник)                   | Rings USA: Rising Stars Final      | 30 сентября 2000 | 1     | 1:40  | Молин, Иллинойс, США           |                                                                            |
| Победа    | 20-1   | Крис Хейзман      | Единогласное решение                                   | Rings: Millennium Combine 3        | 23 августа 2000  | 2     | 5:00  | Осака, Япония                  |                                                                            |
| Победа    | 19-1   | Джо Гист          | Болевой приём (рычаг локтя)                            | Extreme Challenge 35               | 29 июня 2000     | 1     | 2:45  | Давенпорт, Айова, США          |                                                                            |
| Победа    | 18-1   | Марсело Агиар     | Технический нокаут (остановка врачом)                  | UFC 26                             | 9 июня 2000      | 1     | 4:34  | Сидар-Рапидс, Айова, США       |                                                                            |
| Победа    | 17-1   | Шон Петерс        | Удушающий приём (ручной треугольник)                   | Extreme Challenge 32               | 21 мая 2000      | 1     | 2:52  | Спрингфилд, Иллинойс, США      |                                                                            |
| Победа    | 16-1   | Александр Барро   | Единогласное решение                                   | WEF 9: World Class                 | 13 мая 2000      | 3     | 5:00  | Эвансвилл, Индиана, США        |                                                                            |
| Победа    | 15-1   | Эрик Дэвила       | Болевой приём (американа)                              | SuperBrawl 17                      | 15 апреля 2000   | 2     | 3:24  | Гонолулу, Гавайи, США          |                                                                            |
| Победа    | 14-1   | Хорхе Перейра     | Технический нокаут (остановка врачом)                  | WEF 8: Goin' Platinum              | 15 января 2000   | 1     | 6:00  | Ром, Джорджия, США             |                                                                            |
| Победа    | 13-1   | Даниэль Вианна    | Технический нокаут (остановка врачом)                  | JKD Challenge 4                    | 20 ноября 1999   | 1     | N/A   | Чикаго, Иллинойс, США          |                                                                            |
| Победа    | 12-1   | Лаверне Кларк     | Удушающий приём (удушение сзади)                       | Extreme Challenge 29               | 13 ноября 1999   | 2     | 1:35  | Хейворд, Висконсин, США        |                                                                            |
| Победа    | 11-1   | Том Шмитц         | Технический нокаут (травма глаза)                      | Extreme Challenge 29               | 13 ноября 1999   | 1     | 0:48  | Хейворд, Висконсин, США        |                                                                            |
| Победа    | 10-1   | Джо Доерксен      | Технический нокаут (удар коленом и руками)             | Extreme Challenge 29               | 13 ноября 1999   | 2     | 0:25  | Хейворд, Висконсин, США        |                                                                            |
| Победа    | 9-1    | Валерий Игнатов   | Единогласное решение                                   | UFC 22                             | 24 сентября 1999 | 3     | 5:00  | Лейк-Чарлз, Луизиана, США      |                                                                            |
| Победа    | 8-1    | Акихиро Гоно      | Единогласное решение                                   | Shooto - 10th Anniversary Event    | 29 мая 1999      | 3     | 5:00  | Иокогама, Япония               |                                                                            |
| Победа    | 7-1    | Эрик Снайдер      | Технический нокаут (слэм)                              | Jeet Kune Do Challenge 4           | 24 апреля 1999   | 1     | N/A   | Чикаго, Иллинойс, США          |                                                                            |
| Победа    | 6-1    | Джо Стерн         | Технический нокаут (удары)                             | Extreme Challenge 23               | 2 апреля 1999    | 1     | 2:30  | Индианаполис, Индиана, США     |                                                                            |
| Победа    | 5-1    | Райан Стаут       | Технический нокаут (остановка секундантом)             | Extreme Shootfighting              | 11 декабря 1998  | 2     | 5:00  | Уокешо, Висконсин, США         |                                                                            |
| Поражение | 4-1    | Деннис Холлман    | Удушающий приём (гильотина)                            | Extreme Challenge 21               | 17 октября 1998  | 1     | 0:17  | Хейворд, Висконсин, США        |                                                                            |
| Победа    | 4-0    | Дэйв Менн         | Единогласное решение                                   | Extreme Challenge 21               | 17 октября 1998  | 1     | 15:00 | Хейворд, Висконсин, США        |                                                                            |
| Победа    | 3-0    | Виктор Хансекер   | Технический нокаут (удары)                             | Extreme Challenge 21               | 17 октября 1998  | 1     | 1:39  | Хейворд, Висконсин, США        |                                                                            |
| Победа    | 2-0    | Крэйг Куик        | Технический нокаут (сдача от ударов)                   | Jeet Kune Do Challenge 2           | 25 апреля 1998   | 1     | N/A   | Чикаго, Иллинойс, США          |                                                                            |
| Победа    | 1-0    | Эрик Снайдер      | Нокаут (слэм)                                          | Jeet Kune Do Challenge 1           | 1 января 1998    | 1     | 0:15  | Чикаго, Иллинойс, США          |                                                                            |